# اویان نظریانی
اویان نظریانی (ترکی آذربایجانی: Oyan Nəzəriani Azerbaijani) کشتی‌گیر ساحلی آذربایجانی و کشتی‌گیر یونانی-رومی متولد ارومیه است. وی مدال طلای مسابقات بین‌المللی جایزه بزرگ طلایی باکو در سال ۲۰۱۶ و مدال نقره جام جهانی کشتی فرنگی ۲۰۱۷ در آبادان ایران را کسب کرد. در سال ۲۰۱۹ در مسابقات جهانی کشتی ساحلی در زاگرب کرواسی مدال طلا دریافت کرد. وی از سال ۲۰۲۰ سرمربی تیم کشتی ساحلی آذربایجان است. او پنج بار قهرمان کشور شده‌است. وی از سال ۲۰۱۴ در تیم ملی کشتی آذربایجان بازی می‌کند.

## اطلاعات شخصی
اویان نظریانی در سال ۱۳۷۳ در شهر ارومیه استان آذربایجان غربی متولد شد. پس از اتمام دوره متوسطه در ارومیه، در رشته حقوق در دانشگاه آزاد مهاباد تحصیل کرد.

## کشتی‌گیری و مربی گری کشتی
وی در تاریخ ۲۱ سپتامبر ۲۰۲۰ به عنوان سرمربی تیم کشتی ساحلی آذربایجان منصوب شد. در ۱۱ سپتامبر ۲۰۲۱، مسابقات قهرمانی کشتی ساحلی نوجوانان اروپا در کاترینی، یونان برگزار شد. با هدایت اویان نظریانی به هر یک از چهار ورزشکار نماینده آذربایجان در این مسابقات مدال‌های مختلفی اهدا شد. آنها در مجموع ۲ طلا، ۱ نقره و ۱ برنز کسب کردند. تیم ملی آذربایجان در رشته تیمی در بین نونهالان این مسابقات مقام سوم را به خود اختصافارسیص داد.
در سال ۱۳۹۰ در مسابقات قهرمانی جوانان ایران به مقام سوم دست یافت. پس از آن به تیم کشتی فرنگی ایران دعوت شد. او از سال ۲۰۰۳ به کشتی مشغول است. وی در سال ۲۰۱۳ در مسابقات رستگاری قهرمان مرعش ترکیه در تیم ملی ایران به مدال برنز دست یافت.
در تاریخ ۲۶ سپتامبر ۲۰۲۱، مسابقات قهرمانی کشتی ساحلی نوجوانان جهان در کنستانسا، رومانی برگزار شد. به هر یک از چهار ورزشکار نماینده آذربایجان در این مسابقات به رهبری اویان نظریانی مدال‌های مختلفی اهدا شد. آنها در مجموع ۲ مدال طلا و ۲ نقره کسب کردند. در بین نوجوانان نیز مقام سوم جدول رده‌بندی تیمی را به خود اختصاص دادند.
او در سال ۲۰۱۴ به آذربایجان رفت و به عنوان نماینده آذربایجان در مسابقات شرکت کرد. وی در سال ۲۰۱۴ موفق به کسب مدال طلا در مسابقات قهرمانی کشور در بین جوانان آذربایجان، مدال نقره مسابقات بین‌المللی جام AWF, مدال طلا در مسابقات بین‌المللی جام نخجوان، و نقره شد.
مدال مسابقات بین‌المللی داغستان. در اواخر همان سال، او در مسابقات قهرمانی کشتی نوجوانان اروپا در کاتوویتس، لهستان، و در مسابقات قهرمانی کشتی نوجوانان جهان در زاگرب، کرواسی شرکت کرد. در سال ۲۰۱۵ در مسابقات قهرمانی کشتی زیر ۲۳ سال اروپا در والبریچ لهستان شرکت کرد، مدال نقره جام کشتی اروپا در مسکو روسیه و مدال طلای قهرمانی آذربایجان را کسب کرد. در سال ۲۰۱۶ در جام ملت‌های اروپا به مقام سوم رسید و در تورنمنت بین‌المللی جایزه بزرگ طلایی به مقام اول رسید. او در جام جهانی کشتی فرنگی ۲۰۱۷ در آبادان مدال نقره را کسب کرد. در سال‌های ۲۰۱۵، ۲۰۱۶، ۲۰۱۷ و ۲۰۱۸ در وزن ۱۳۰ کیلوگرم قهرمان آذربایجان شد. وی در فوریه ۲۰۱۹ در مسابقات یادبود وهبی امره و حامیت کاپلان در استانبول ترکیه مقام دوم را کسب کرد و مدال نقره را از آن خود کرد. اویان نظریانی در سپتامبر ۲۰۱۹ در فینال مسابقات جهانی کشتی ساحلی در زاگرب کرواسی قهرمان جام جهانی شد.
ویان نظریانی و ابراهیم یوسوبوف هر کدام در مسابقات قهرمانی کشتی ساحلی جهان در بین بزرگسالان که در ۲۵ تا ۲۶ سپتامبر ۲۰۲۱ در کنستانسا، رومانی برگزار شد، مدال نقره کسب کردند.
ا
| جام جهانی کشتی                         |   |   | ۶  | 2  |   |   |   |
| جام آزاد کشورهای اروپایی               |   | 2 | 3  |    |   |   |   |
| جایزه بزرگ طلایی                       |   |   | 1  |    |   |   |   |
| مسابقات قهرمانی کشتی ساحلی جهان        |   |   |    |    |   | ۱ | ۲ |
| مسابقات جهانی بزرگسالان زیر ۲۳ سال     |   |   |    | 8  |   |   |   |
| قهرمانی زیر ۲۳ سال اروپا               |   | 7 | 10 | 12 |   |   |   |
| مسابقات قهرمانی نوجوانان جهان          | 8 |   |    |    |   |   |   |
| مسابقات قهرمانی نوجوانان اروپا         | 5 |   |    |    |   |   |   |
| مسابقات Vehbi Emre و Hamit Kaplan 2019 |   |   |    |    |   | 2 |   |
| قهرمانی آذربایجان                      | ۳ | 1 | ۱  | ۱  | ۱ | ۱ |   |
| جام فدراسیون کشتی آذربایجان            | 2 |   |    |    |   |   |   |
| جام نخجوان                             | 1 |   |    |    |   |   |   |